# 川野洋
川野 洋（かわの ひろし、1925年4月14日 − 2012年12月18日）は、日本の哲学者、美学者。文学博士（大阪大学、1986年）。東京都立科学技術大学名誉教授、東北芸術工科大学名誉教授。

## 来歴
旧満州国撫順市生まれ。鹿児島県立加治木中学校 (旧制)および第七高等学校造士館 (旧制)卒業。1951年東京大学文学部哲学科卒業、
1955年東京大学助手、1961年東京都立航空工業短期大学講師（1965年助教授）、1971年東京都立工科短期大学教授、1986年東京都立科学技術大学（現・東京都立大学）教授、1990年長野大学教授、1994年東北芸術工科大学教授。
1990年東京都立科学技術大学名誉教授、1996年東北芸術工科大学名誉教授。2005年瑞宝中綬章受章。

## 研究
新カント学派の研究から出発し、分析美学、記号美学をへて、C.E.シャノンの情報理論を美学に応用したコンピュータ・グラフィックス（CG）、詩、音楽に関する実験美学を実践した。1964年に日本で初めてディジタル・コンピュータを使ったCGを制作した。

## 著書
- 『美学』東京大学出版会　1967
- 『コミュニケーションと芸術』塙書房　1968
- 『芸術情報の理論』新曜社　1972
- 『芸術・記号・情報』勁草書房　1982
- 『芸術の論理 ─情報美学の方法』早稲田大学出版部　1983
- 『コンピュータと美学 ─人工知能の芸術を探る』東京大学出版会　1984
- 『LOGO入門』培風館　1987
- 『ネットワーク美学の誕生 ──「下からの綜合」の世界に向けて』東信堂　2009
- 『唯物論 感性計算論省察1998−2008』葦風書店　2009

## 共著
- 『科学時代の哲学２ 人間と社会』碧海純一ほか編　培風館　1964
- 『哲学への12の視点』児島洋編　理想社　1965
- 『講座 美学新思潮３ 芸術記号論』竹内敏雄編　美術出版社　1966
- 『哲学』沢田充茂編　有斐閣　1967
- 『現代デザインを考える』林進編　美術出版社　1968
- 『現代デザイン理論のエッセンス』 勝見勝編　ぺりかん社　1969
- 『音と思索 野村良雄先生還暦記念論文集』野村良雄先生還暦記念行事実行委員会　音楽の友社　1969
- 『ことばの哲学』坂本百大編 学文社 1972
- 『講座 情報社会科学16 情報文化の新次元Ⅲ デザイン文化』嶋田厚ほか著　学研　1972
- 『現代教育と情報科学』大島三男編　第一法規　1975
- 『空間と時間』清水達雄ほか著　彰国社　1975
- 『Artist and Computer』Ruth Leavitt ed., Harmony Books, 1976
- 『現代の哲学３ 言語の内と外』田島節夫ほか編 弘文堂　1977
- 『日本思想史講座 別巻２ 研究方法論』古川哲史、石田一良編　雄山閣出版　1978
- 『記号としての芸術』川本茂雄ほか編　勁草書房　1982
- 『工業デザイン全集１ 理論と歴史』工業デザイン全集編集委員会編　日本出版サービス　1983
- 『講座美学３ 美学の方法』今道友信編　東京大学出版会　1984
- 『講座美学５ 美学の将来』今道友信編　東京大学出版会　1985
- 『民族芸術学 その方法序説』木村重信編　日本放送出版協会　1986
- 『記号学大辞典』坂本百大ほか編　柏書房　2002

## 翻訳
- V.C.オルドリッチ『芸術の哲学』徳丸吉彦共訳　培風館　1968
- R.F.シモンズ『自然言語の論理処理』川野洋監修、藤田米春、岡田直之共訳　培風館　1991

## 主な展覧会
- 「第１回 コンピュータ･アート･コンテスト」（大手町サンケイビル、1968年）
- 「Nove Tendencije 4 : Computer and Visual Research」（Center za kulturu informacije, Zagreb, 1968年）
- 「川野洋個展 コンピュータアート展」（プラザ･ディック、1970年）
- 「Hiroshi Kawano　Der Philosoph am Computer」（ZKM, Karlsruhe, 2011−12年）